# 2K

Порівняння роздільної здатності 4K, 2K і HDTV.

2K — позначення роздільної здатності в цифровому кінематографі і комп'ютерній графіці, приблизно відповідне 2000 пікселів (2 кілопіксели) по горизонталі.
На відміну від позначення роздільної здатності в телебаченні, яке відштовхується від кількості рядків і, відповідно, кількості елементів зображення по вертикалі, в кінематографі роздільна здатність відраховується по довгій стороні кадру. Такий принцип обраний через те, що у цифровому кіно, на відміну від телебачення високої чіткості, існують різні стандарти співвідношення сторін екрану. У цьому разі зручно відштовхуватися від горизонтальної роздільної здатності, яка залишається постійною, в той час як вертикальна змінюється відповідно до висоти кадру.

## Стандарти
| Стандарт                                                              | Роздільна здатність | Співвідношення сторін | Всього пікселів |
| --------------------------------------------------------------------- | ------------------- | --------------------- | --------------- |
| Digital Cinema Initiatives 2K (native resolution)                     | 2048 × 1080         | 1.90:1 (256:135)      | 2,211,840       |
| DCI 2K (CinemaScope cropped)                                          | 2048 × 858          | 2.39:1                | 1,755,136       |
| DCI 2K (flat cropped)                                                 | 1998 × 1080         | 1.85:1                | 2,157,840       |
| 1080p HDTV                                                            | 1920 × 1080         | 1.78:1                | 2,073,600       |
| 1440p (sometimes marketed as «2K HD»)                                 | 2560 × 1440         | 1.78:1                | 3,686,400       |
| 1600p, aka WQXGA (supported by several 30" monitors, Mac and tablets) | 2560 × 1600         | 1.6:1                 | 4,096,000       |